# NONS
NONS, North of no South Records är ett svenskt skivbolag som startades 1991 i Umeå.

## Artister
- Asha Ali
- Johan Borgert
- Doktor Kosmos
- Isolation Years
- Miss Universum
- The Perishers
- Montys Loco

### Tidigare artister
- Carpet People
- Cloudberry Jam
- Colonel Blimp
- Contrappunto
- Daybehavior
- De Stijl
- Fivel
- Grand Tone Music
- Hell on Wheels
- Honeymoons
- Komeda
- K-Pist
- Lushes & Tramps
- Pinko Pinko
- Ray Wonder
- Trio Lligo
- Ward J